# Степлер

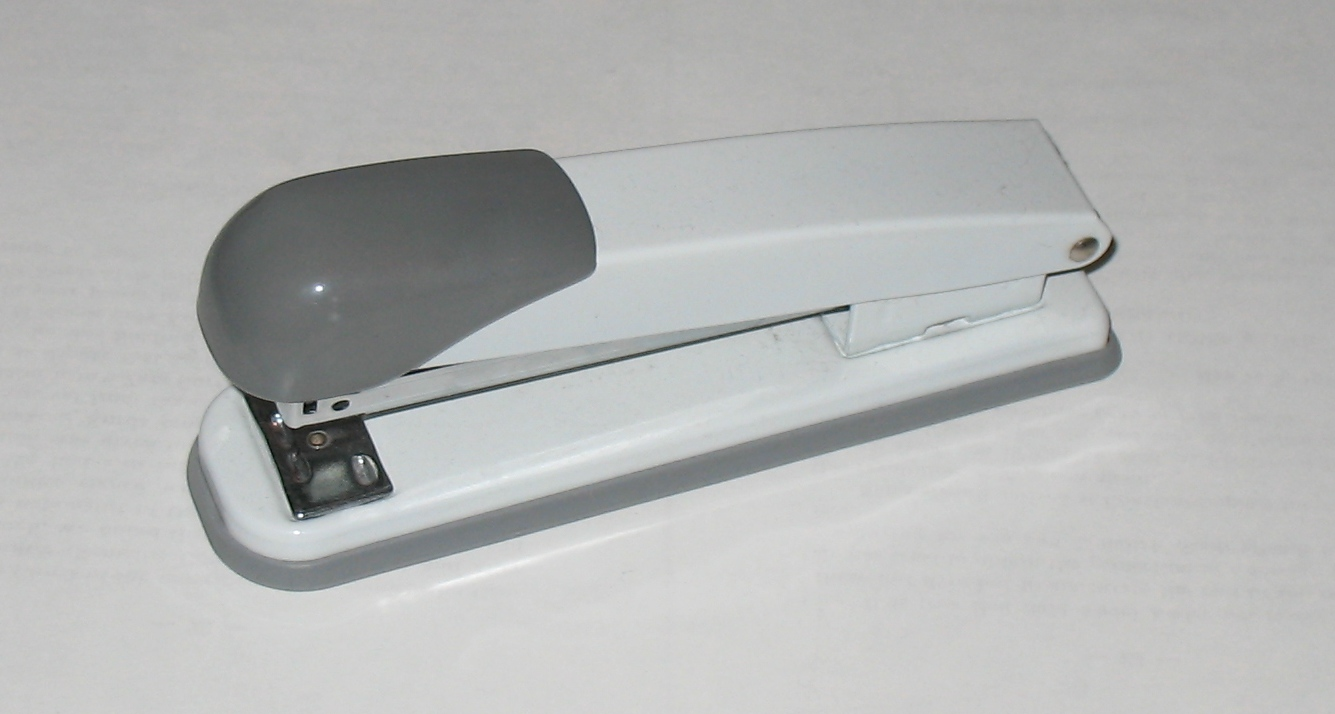
Обыкновенный степлер

Степлер, или сшиватель (англ. stapler, /ˈsteɪplə(r)/) — устройство для скрепления листов бумаги металлическими скобами, сшиватель для бумаг, до 1917 года — американский переплётчик.

## Устройство
Характерным отличием сшивателя является сквозное скрепление. Скоба проходит через пачку листов насквозь, а затем её концы упираются в отклоняющую пластину. На поверхности пластины находится пара углублений, которые отклоняют концы вдавливаемой скобы так, чтобы они загнулись (внутрь или наружу). В некоторых сшивателях отклоняющая пластина может иметь два набора углублений и поворачиваться, обеспечивая при необходимости загибание как внутрь, так и наружу.
Загибание скобы наружу применяется для временного скрепления листов, так чтобы скобу можно было легко вытащить.
В задней части сшивателя (ближайшей к шарниру) может располагаться металлический выступ, который применяется для подцепления скоб при их разгибании и извлечении. В этом случае сшиватель может использоваться и как антистеплер.
Ручные сшиватели могут иметь механический усилитель. В таких устройствах усилие руки давит не на саму скобу, а на механизм, который выбивает скобу. Это позволяет при небольшом давлении вбивать скобы с достаточной силой.
Ограничением толщины сшиваемой стопы являются характеристики используемых скоб. Как правило, используются обычные и файловые скобы длиной 6 и 8 мм, позволяющие скреплять 10—50 листов.
Сшиватели предназначены как для традиционного скрепления в угол и втачку, так и для изготовления брошюр. Сшиватели могут быть ручные и электрические.

## История

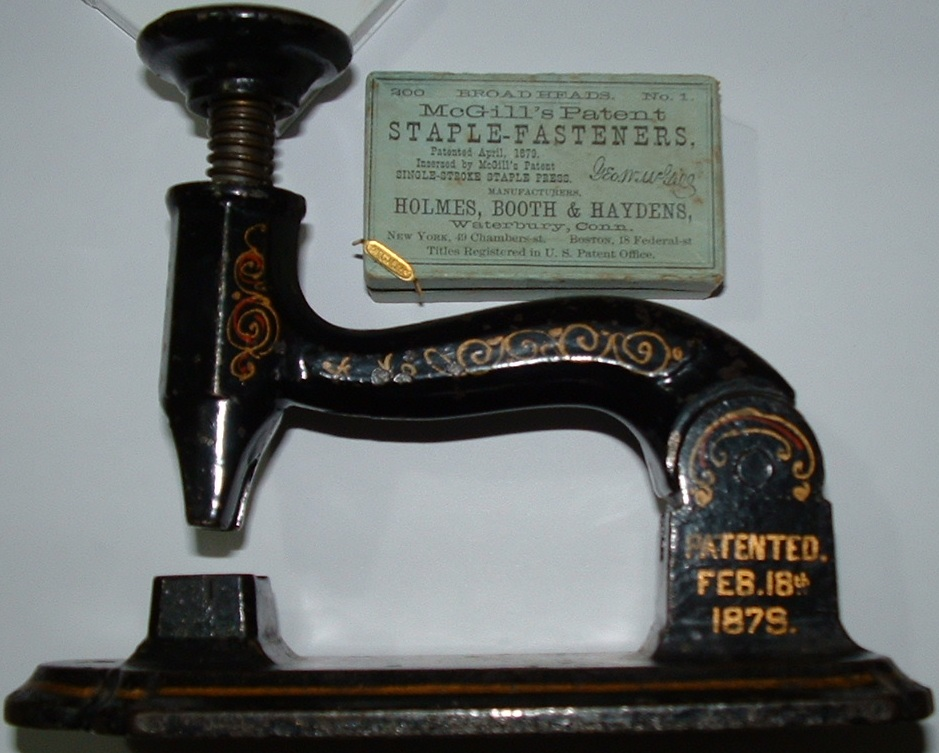
Степлер Макгилл

Первый известный сшиватель был ручной работы. Изготовлен в XVIII столетии во Франции для короля Людовика XV. Каждая скоба была помечена знаком отличия королевского двора.
Растущее использование бумаги в XIX столетии создало запрос на эффективное устройство для соединения листов бумаги. В 1866 году Джордж Макгилл получил патент на приспособление для скрепления латунных листов, которое было предтечей современной скобы для сшивателя. В 1867 году он получил патент на пресс, позволяющий скреплять вышеупомянутыми приспособлениями листы бумаги.

## Бесскрепочный сшиватель
Изобретатель Кристиан Бергер (англ. Christian Berger) в 1997 году изобрёл, а в 1999 запатентовал т. н. «бесскрепочный сшиватель», официальное название которого «Device for mechanically binding documents» (патент США № 5,899,841).

## Изображения

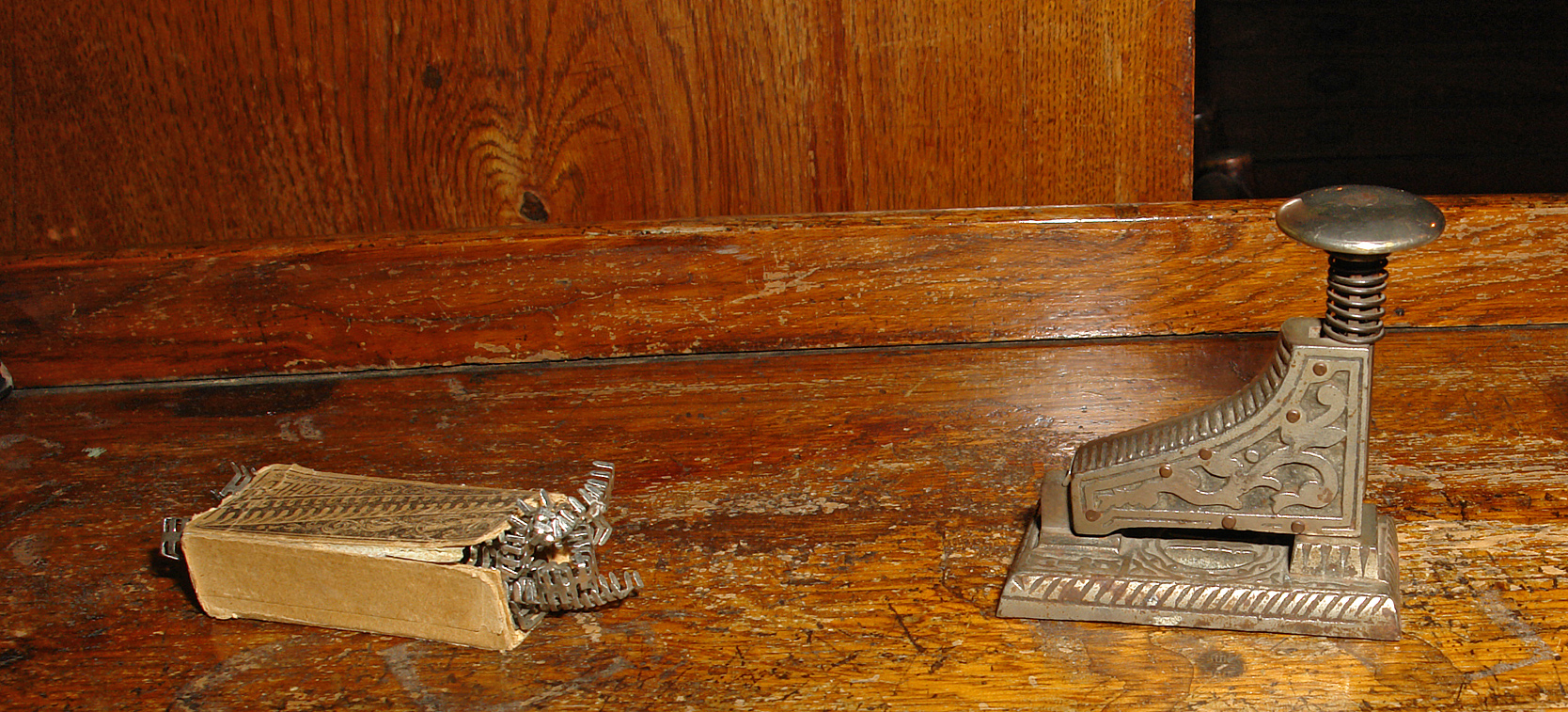
Сшиватель и скобки (начало XX века)
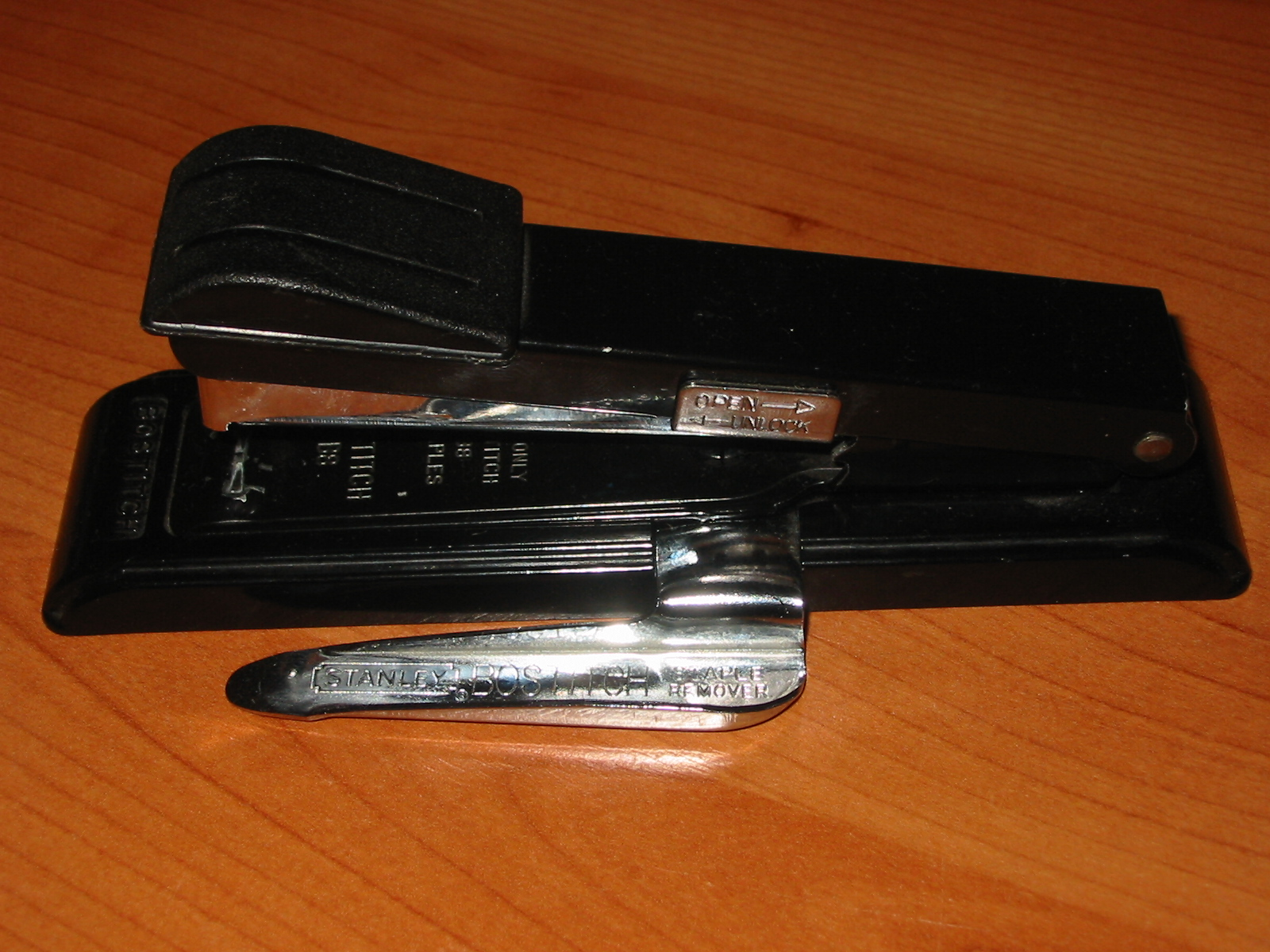
Сшиватель с интегрированным антистеплером
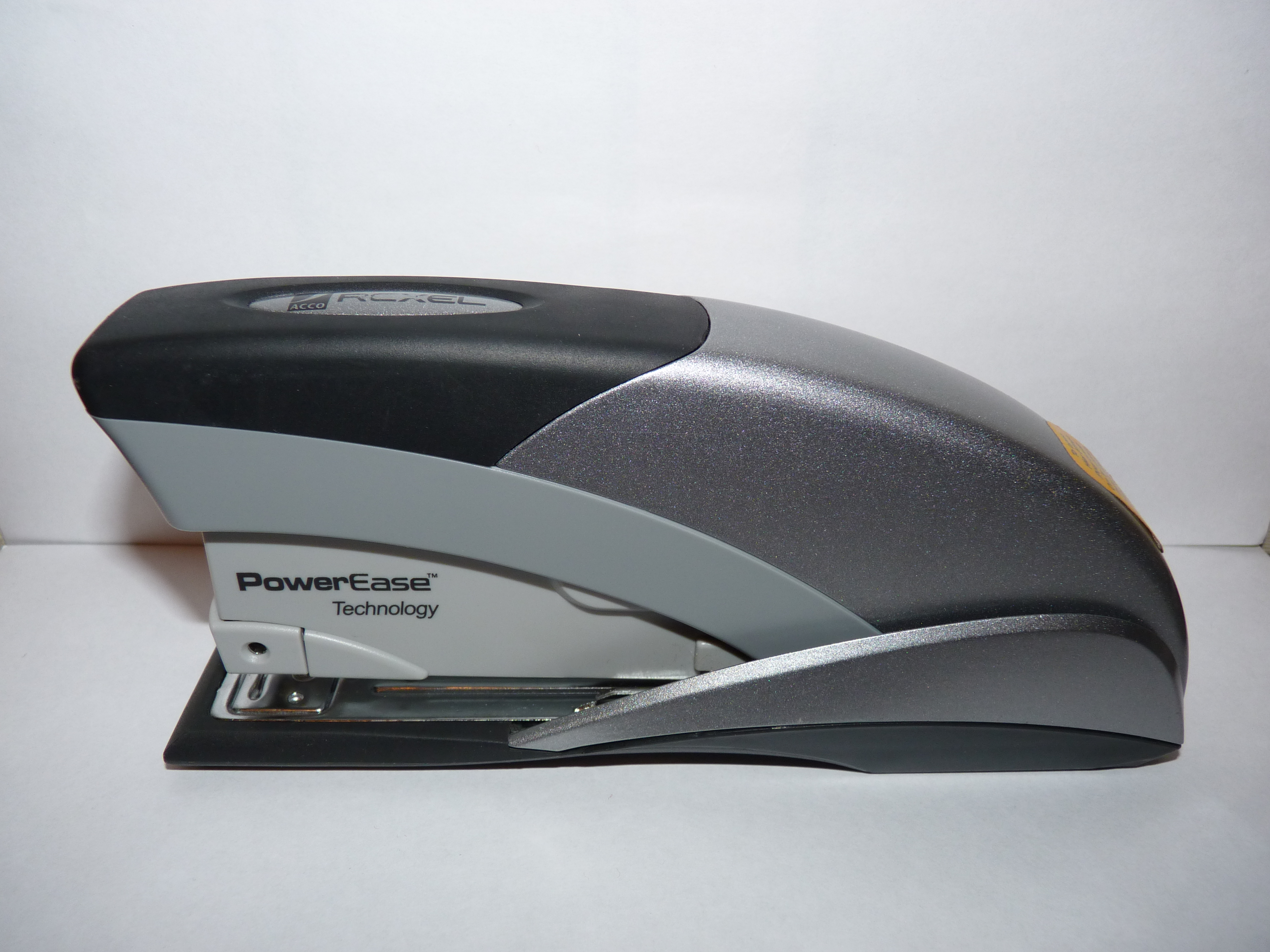
Сшиватель с механическим усилителем
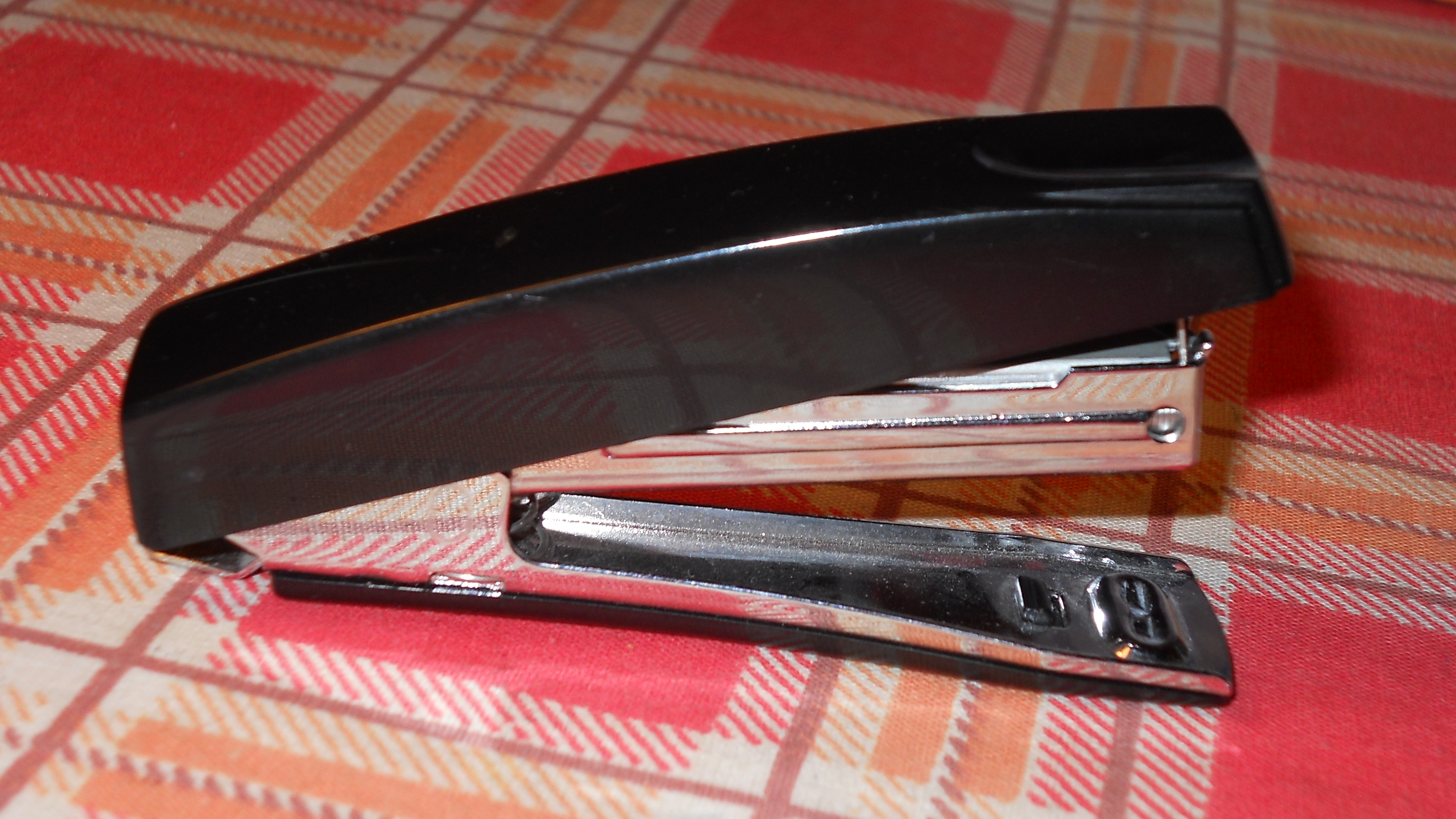
Канцелярский сшиватель